# Fédération de l'Acre de football
La Fédération de football de l'Acre (en portugais : Federação de Futebol do Acre) est une association brésilienne regroupant les clubs de football de l'État de l'Acre et organisant les compétitions au niveau régional, comme le championnat de l'Acre de football. Elle représente également les clubs de l'Acre au sein de la Fédération du Brésil de football. Elle fut créée le 24 janvier 1947.